# Sumakväxter
Sumakväxterna (Anacardiaceae) är en familj träd, buskar och rankväxter, som omfattar cirka 860 arter i 80 släkten. De växer huvudsakligen i tropiskt och subtropiskt klimat. Ett fåtal arter når tempererade regioner. Sumakväxterna bär stenfrukter, varav många, såsom cashew, mango och pistasch är viktiga födoämnen för människor.
Bladen sitter vanligen på båda sidor av kvisten men inte eller sällan mittemot.